# Jean-Christophe Vergerolle
Jean-Christophe Vergerolle (Parijs, 12 juli 1985) is een Franse verdediger van Martinikaanse afkomst. Hij kwam in België uit voor Sporting Charleroi, FC Brussels, RAEC Mons, KMSK Deinze en White Star Brussel.

## Statistieken
| Seizoen | Club                        | Land      | Competitie             | Wedst | Goals |
| ------- | --------------------------- | --------- | ---------------------- | ----- | ----- |
| 2005/06 | RC Strasbourg               | Frankrijk | Ligue 2                | 1     | 0     |
| 2006/07 | RC Strasbourg               | Frankrijk | Ligue 1                | 16    | 0     |
| 2007/08 | EA Guingamp                 | Frankrijk | Ligue 1                | 7     | 0     |
| 2008/09 | EA Guingamp                 | Frankrijk | Ligue 1                | 29    | 0     |
| 2009/10 | Athlétic Club Arles-Avignon | Frankrijk | Ligue 1                | 17    | 0     |
| 2010/11 | --                          | --        | --                     | -     | -     |
| 2011/12 | Sporting Charleroi          | België    | Tweede Klasse          | 11    | 1     |
| 2012/13 | Sporting Charleroi          | België    | Jupiler Pro League     | 1     | 0     |
| 2012/13 | FC Brussels                 | België    | Tweede Klasse          | 10    | 0     |
| 2013/14 | --                          | --        | --                     | -     | -     |
| 2014/15 | RAEC Mons                   | België    | Tweede Klasse          | 23    | 1     |
| 2015/16 | KMSK Deinze                 | België    | Tweede Klasse          | 18    | 0     |
| 2016/17 | White Star Brussel          | België    | Eerste klasse amateurs | 15    | 0     |
| Totaal  | Totaal                      | Totaal    | Totaal                 | 148   | 2     |

## Erelijst
| Coupe de France | 1x | 2008/09 |